# موتور حاجی حنیف
موتور حاجی حنیف یک منطقهٔ مسکونی در ایران است که در دهستان اسماعیل‌آباد (خاش) واقع شده‌است. موتور حاجی حنیف ۱۹ نفر جمعیت دارد.